# خط اوستایی
در دورهٔ ساسانیان، الفبایی از الفبای زبوری و پهلوی ساخته شد و اوستا بدان نوشته شد. این الفبا را الفبای اوستایی و دین دبیره (خط دینی) نامیده‌اند که به معنای خطِ دینِ مَزدَیَسنا و کتاب اَوِستا است. این خط که جنبهٔ آوایی یا فونتیک دارد، هم برای نوشتن متن اوستا، و هم تلفظ متون فارسی میانه که به خط پهلوی کتابی نوشته می‌شد یا در مواردی برای نوشتن پازند، نوشتارهایی به زبان فارسی میانه، که اساساً توضیحات زند بر متن اوستا بود، استفاده می‌شد.

## تاریخچه
ایجاد الفبای اوستایی به دلیل نیاز به درست نوشتن متون اوستایی بود که تا آن زمان از سوی افراد از بر می‌شد و سینه به سینه به نسلهای بعد منتقل می‌گشت. مجموعه متونی که امروزه کتاب مقدس زرتشت را تشکیل می‌دهند نتیجه گردآوری آن در سده چهارم میلادی، شاید در دوران شاپور دوم ساسانی (۳۰۹ تا ۳۷۹ میلادی)، است. این احتمال می‌رود که زبان اوستایی تنها یک کار تک منظوره برای گردآوری اوستا به وسیلهٔ ساسانیان بوده باشد.
این کار، که نمایانگر نوآفرینی (revival) آیین مزدا و بنیان نهادن راست دینی (orthodoxy) سختگیرانه مرتبط با قدرت سیاسی است، احتمالاً در اثر تمایل به عرض اندام بیشتر در برابر بوداییان، مسیحیان، و مانویان اجرا شد که دین و آیینشان بر پایهٔ کتاب بود[۱]. در مقابل، روحانیت زرتشتی سده‌ها بود که به از برکردن کتاب مقدس از طریق گوش دادن به یک آموزگار روحانی خو گرفته بود که این آموزگار سخنان زرتشت را برای شاگرد آنقدر می‌خواند تا شاگرد با تکرار و همخوانی با وی، سخنان و نواخت (ریتم چگونگی خواندن (صرف)) را از بر شود. سپس این کار را همین شاگردان بعدها برای شاگردان دیگر تکرار می‌نمودند و به همین روش برای نسل‌ها خواندن و نگهداشتن کتاب مقدس انجام می‌پذیرفت. این کار ضروری بود چرا که روحانیت زرتشتی اداکردن درست و دقیق و نواخت (cadence) نماز را یک پیش شرط لازم‌الاجرا می‌دانست. افزون بر این، ضرورت ازبرخوانی نیایش (liturgy) همراه با مناسک و تشریفات مذهبی جایی برای نوشتن چیزی باقی نمی‌گذاشت.
با این وجود، توانمندی برای درست نوشتن اوستا یک سود داشت: در دوران ساسانی واژه‌های زبان اوستایی تقریباً برای مردم نامفهوم گشته بود که همین منجر به آماده کردن متون زند گردید (برگرفته از واژه اوستایی "زینتی" (zainti) به معنای "فهمیدن"). زند، تفسیر و ترجمه نوشته‌های مقدس است. توسعه الفبای اوستایی این امکان را فراهم آورد تا یادداشتها و تفسیرهای مرتبط با متن در میان نوشته‌های کتاب افزوده شود. پیامد مستقیم این کار یک تفسیر همگون و استاندارد از نسک اوستا بود که تا به امروز باقی‌مانده‌است. از دیدگاه پژوهشی، این متنها بغایت ارزشمند هستند چرا که اگر نمی‌بودند نوشته‌ها به ندرت حفظ می‌شدند.
متون زرتشتی سده‌های نهم تا دوازدهم میلادی پیشنهاد می‌کند که در زمانی مجموعه بسیار بزرگتر از ادبیات زرتشتی وجود داشته اما این متون-در صورت وجود- اکنون از میان رفته‌اند، بنابراین خطی که برای نوشتن آن‌ها بکار رفته ناشناخته‌است. این پرسش که آیا چیزی مشابه با نمونه ساسانی در دوران اشکانی نیز وجود داشته‌است یا نه در تمام سده نوزدهم پژوهشگران را مشغول به خود کرد. حقیقت اوستای اشکانی هر چه که باشد، شواهد زبان شناختی نشان می‌دهد که چنانچه حتی چنین چیزی هم وجودداشته از آنجایی که هیچ شکل زبان شناختی در نسخه‌های قدیمی که بتوان با قاطعیت آن را نتیجه نادرست‌نویسی دانست و همچنین اینکه موارد شک برانگیز دیگر بسیار کمیابند و در واقع به‌طور پیوسته‌ای رو به کاهش، نمی‌توانسته‌است آنچنان تأثیر عملی دربرداشته باشد[۱].

## ریشه‌شناسی و دبیره
خط پهلوی که خط اوستایی بر آن استوار است، خط رایج برای نوشتن زبانهای گوناگون ایرانی میانه بود، ولی برای نوشتن زبان دینی که نیازمند دقت فراوان بود بسنده نبود چرا که پهلوی یک ابجد ساده شده هجایی با ۲۲ نماد (حرف) بود که بیشتر آن‌ها مبهم بودند (بدین معنا که دارای بیش از یک صدا بودند). در مقابل، اوستایی یک خط کامل با نویسه‌های (کاراکتر) روشن و رسا برای صداها بود و اجازهٔ ابهام‌زدایی آوایی چندصدایی‌ها (allophone) را می‌داد. این الفبا شامل شماری از نویسه‌های بر گرفته از پهلوی شکسته (a, i, k, t, p, b, m, n, r, s, z, š, xv) است؛ حال آنکه برخی از نویسه‌ها (ā, Y) تنها در اوستایی موجود اند (در پهلوی شکسته y , k دارای نویسه یکسان هستند). به نظر می‌رسد که برخی از آواها مانند /ə/ از حروف کوچک یونانی گرفته شده باشد. /o/ اوستایی شکلی ویژه از l پهلوی است که تنها در نشانه‌های آرامی موجود است. برخی از حروف (مانند: ŋ́, ṇ, ẏ, v) نوآورانه هستند.
این الفبا برای هر یک از آواهای اوستایی یک نشانه دارد. نشانه‌های الفبایی جدا از هم نوشته می‌شده و در هر جای کلمه که می‌آمده یک صورت داشته‌است.
خط اوستایی در سده سوم میلادی برای نوشتن اوستا ابداع شد. این خط، از خط پهلوی برگرفته شده ولی از آن کامل‌تر است و دارای ۵۳ نویسه است و از راست‌به‌چپ نوشته می‌شود. این خط بسیار کامل است و نه مانند خط فارسی کنونی در نوشتن واج‌های صدادار بی‌تفاوت است و برخلاف خط لاتین برای نوشتن برخی از واج‌ها مانند kh = خ، ch = چ و sh = ش، نیاز به کنارهم‌چینی چند واژه ندارد. 
کسروی می‌گوید الفبای اوستا تا آنجا که ما می‌دانیم وسیع‌ترین الفباست که صداها را با اندک فرقی از هم جدا می‌سازد.
در این خط حرفها به هم چسبیده نیستند و  سرهم‌نویسه‌ها (انواع استاندارد عبارتند از: sk, šc, št, ša) کمیاب بوده و خاستگاه ثانویه دارند. فارسی روی‌هم‌رفته ۱۶ سرهم‌نویسه را فهرست می‌کند ولی بیشتر آن‌ها در پی تلاش برای زیبانویسی (کشیدن دم حروف) ایجاد شده‌اند.

## جایگزینی با خط فارسی امروز
امروزه برخی از پژوهشگران بر این باورند که باید خط فارسی کنونی را که برگرفته از خط عربی است، با خط اوستایی ایرانی جایگزین نمود. از آن دسته ابراهیم پورداوود است. ایشان در بخش «دین‌دبیره» از کتاب «اوستا» چنین می‌نویسند:

چندی است که در ایران به کاستی‌های دبیرهٔ عرب برخورده و درصدد چارهٔ آن هستند. دسته‌ای طرفدار اصلاح همین دبیره (الفبا) ی کنونی هستند، دسته‌ای دیگر می‌خواهند که آن را به کناری گذاشته و دبیرهٔ لاتین را اختیار کنند. نتیجهٔ کار طرفداران اصلاح دبیرهٔ کنونی تا آن مقداری که به نظر نگارنده رسید بی‌مصرف و مضحک است. البته دبیرهٔ لاتین بسیار ساده و کامل است ولی گزینش آن از برای کشوری که همهٔ شئونات ملی خود را باخته‌است و تنها دارای یک زبان شکسته‌است صلاح نمی‌باشد.
همه کس می‌داند که به واسطهٔ دبیرهٔ عرب این همه واژگان سامی به فارسی راه یافته‌است به گونه‌ای که تنها یک سوم واژگان ما آریایی است. فردا پس از برگزیدن دبیرهٔ لاتین دسته دسته واژگان زبان‌های اروپایی به زبان ما راه خواهند یافت و صدها واژه مانند رولیسیون، کونستیسیون، پارلمان، کاندیدات، کمیسیون، بودجه و… با همان دبیرهٔ لاتین و املای درست فرانسه نوشته می‌شود: revolution , Constitution , Parlement , Candidate, Commission, budget,....

با این ترتیب زبان آلودهٔ ما آلوده تر خواهد شد. همان گونه که اندیشمندان ما می‌خواهند که با تغییر دبیره به دانش و آگاهی ما بیفزایند باید پیشرفت دادن ملیت مان را نیز در نظر داشته باشند. باید به گونه‌ای عمل کنند که از درخت کهنسال ما، دوباره شاخ و بری سر زند نه آن که تیشه به ریشهٔ آن رسد. ملیت ما باید دوش به دوش هم با شیمی و فیزیک و هندسه پیشرفت کند نه آن که یکی از آن‌ها فدای دیگری گردد. یگانه راه نجات ایران زنده نمودن سنت ملی آن است. چه خوب است که ترقی خواهان ما در تغییر الفبا نیز به «دین دبیره» که به فتوای دانشمندان اروپایی خاورشناس یکی از دبیره‌های خوب به‌شمار می‌رود نظری افکنند و این الفبای ساده و آسان را که در مدت چند ساعت می‌توان یادگرفت به کلی فراموش نکنند. گذشته از آن که دین دبیره برگزیدهٔ نیاکان ماست به وسیلهٔ آن می‌توانیم خدمات شایانی به زبان و ملیت خود بنماییم و نفوذ واژگان عربی و ترکی و اروپایی در فارسی کم‌تر خواهد شد؛ همان گونه که در پارینه، دبیرهٔ عرب واژگان سامی را داخل زبان ما کرد در آینده «دین دبیره» واژگان فراموش شدهٔ (پارسی) را دوباره به یاد ما خواهد آورد و نیز به تلفظ درست واژگان فارسی که به واسطهٔ کاستی دبیرهٔ عرب دگرگون شدند موفق خواهیم شد، از آن جمله‌است نام خود میهن ما «ایران» که تا چند سدهٔ گذشته تلفظ درست آن Ēran محفوظ بود.

## الفبا

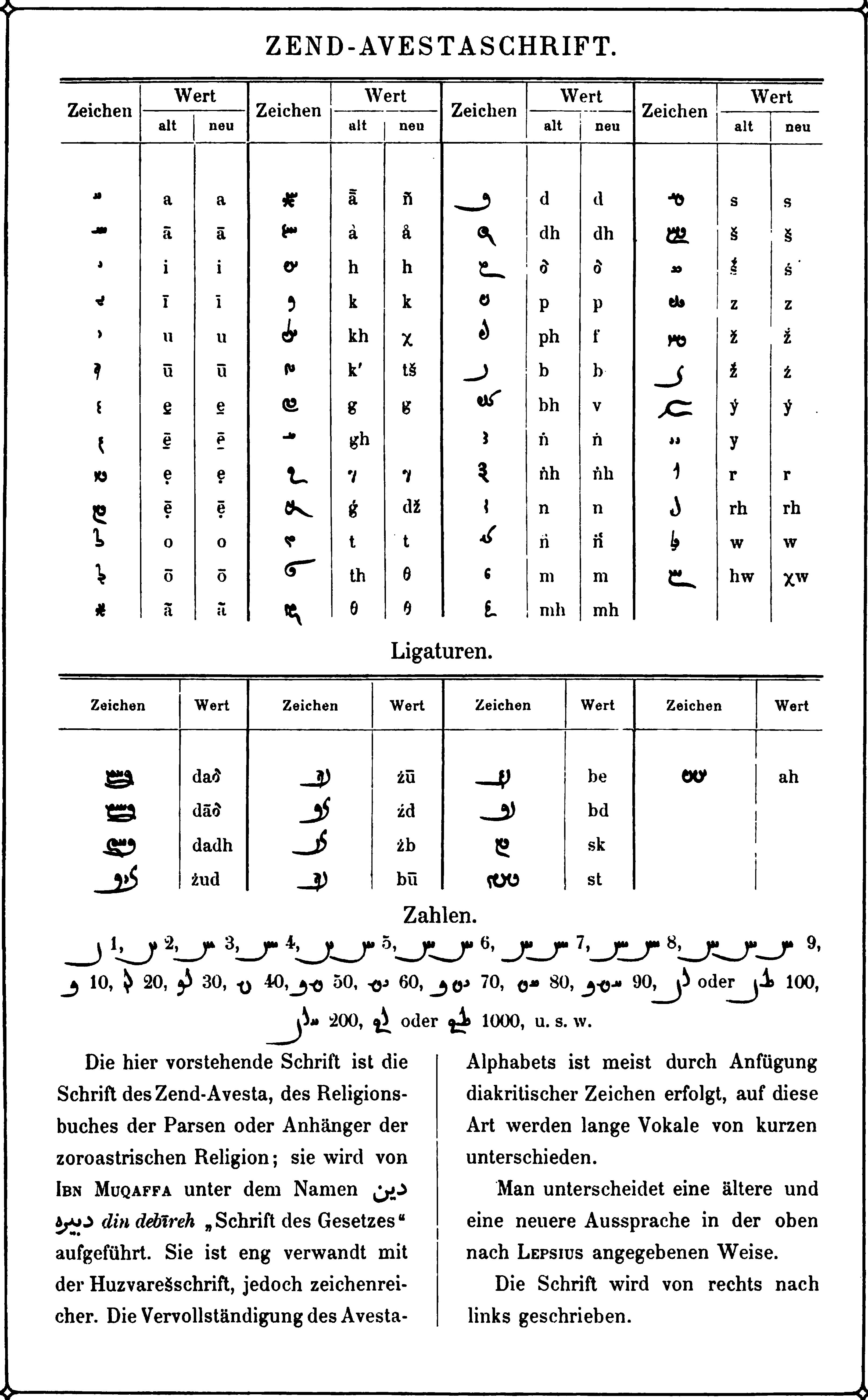
جدول الفبای اوستایی کارل فلومن

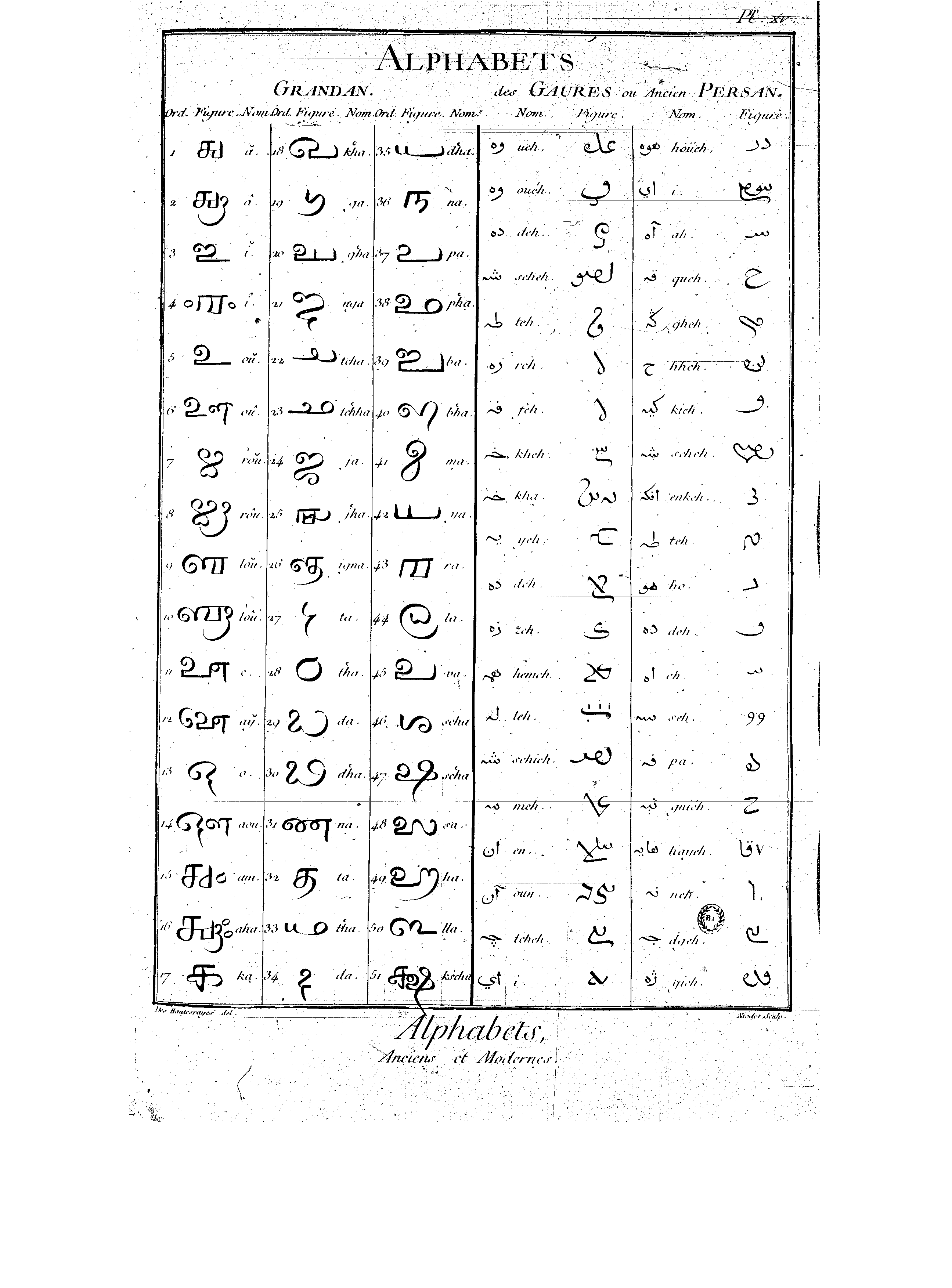
جدول الفبای اوستایی آنسیکلوپدی، ص۱۸۳، ج۲

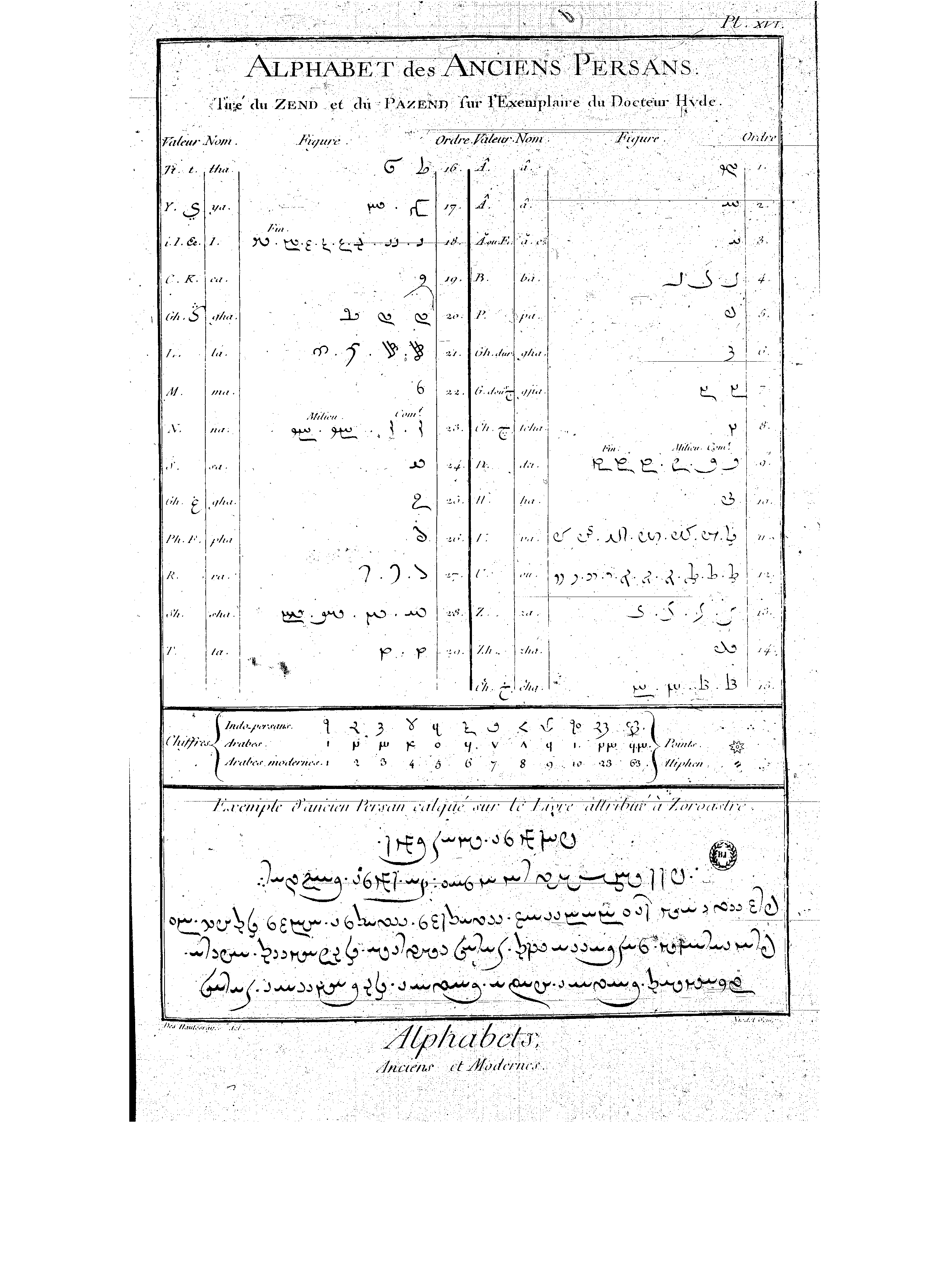
جدول الفبای اوستایی آنسیکلوپدی، ص۱۸۴

در کل، این خط ـ بدون احتساب نویسه‌های دوگانه ـ ۳۷ همخوان و ۱۶ واکه دارد. به‌طور کلی، دو نوع شیوهٔ اصلی ترانویسی برای خط اوستایی وجود دارد: شیوه نوی آن از کارل هوفمان که از سال ۱۹۹۶ میلادی‌ست و شیوهٔ قدیمی‌تر آن از کریستین بارتولومه.
الفبای اوستایی
| نویسه | ترانویسی | ترانویسی | IPA       | یونی‌کد                              |
| نویسه | هوف.     | بار.     | IPA       | یونی‌کد                              |
| ----- | -------- | -------- | --------- | ----------------------------------- |
| 𐬀     | a        | a        | /a/       | U+10B00: AVESTAN LETTER A           |
| 𐬁     | ā        | ā        | /a:/      | U+10B01: AVESTAN LETTER AA          |
| 𐬂     | å        | —        | /ɒ/       | U+10B02: AVESTAN LETTER AO          |
| 𐬃     | ā̊        | å        | /ɒ:/      | U+10B03: AVESTAN LETTER AAO         |
| 𐬄     | ą        | ą        | /ã/       | U+10B04: AVESTAN LETTER AN          |
| 𐬅     | ą̇        | —        | /ã/       | U+10B05: AVESTAN LETTER AAN         |
| 𐬆     | ə        | ə        | /ə/       | U+10B06: AVESTAN LETTER AE          |
| 𐬇     | ə̄        | ə̄        | /ə:/      | U+10B07: AVESTAN LETTER AEE         |
| 𐬈     | e        | e        | /e/       | U+10B08: AVESTAN LETTER E           |
| 𐬉     | ē        | ē        | /e:/      | U+10B09: AVESTAN LETTER EE          |
| 𐬊     | o        | o        | /ɔ/       | U+10B0A: AVESTAN LETTER O           |
| 𐬋     | ō        | ō        | /o:/      | U+10B0B: AVESTAN LETTER OO          |
| 𐬌     | i        | i        | /ɪ/       | U+10B0C: AVESTAN LETTER I           |
| 𐬍     | ī        | ī        | /i:/      | U+10B0D: AVESTAN LETTER II          |
| 𐬎     | u        | u        | /ʊ/       | U+10B0E: AVESTAN LETTER U           |
| 𐬏     | ū        | ū        | /u:/      | U+10B0F: AVESTAN LETTER UU          |
| 𐬐     | k        | k        | /k/       | U+10B10: AVESTAN LETTER KE          |
| 𐬑     | x        | x        | /x/       | U+10B11: AVESTAN LETTER XE          |
| 𐬒     | x́        | ḣ        | /xʲ/, /ç/ | U+10B12: AVESTAN LETTER XYE         |
| 𐬓     | xᵛ       | xᵛ       | /xʷ/      | U+10B13: AVESTAN LETTER XVE         |
| 𐬔     | g        | g        | /ɡ/       | U+10B14: AVESTAN LETTER GE          |
| 𐬕     | ġ        | —        | /ɡʲ/, /ɟ/ | U+10B15: AVESTAN LETTER GGE         |
| 𐬖     | γ        | γ        | /ɣ/       | U+10B16: AVESTAN LETTER GHE         |
| 𐬗     | c        | č        | /ʧ/       | U+10B17: AVESTAN LETTER CE          |
| 𐬘     | j        | ǰ        | /ʤ/       | U+10B18: AVESTAN LETTER JE          |
| 𐬙     | t        | t        | /t/       | U+10B19: AVESTAN LETTER TE          |
| 𐬚     | ϑ        | ϑ        | /θ/       | U+10B1A: AVESTAN LETTER THE         |
| 𐬛     | d        | d        | /d/       | U+10B1B: AVESTAN LETTER DE          |
| 𐬜     | δ        | δ        | /ð/       | U+10B1C: AVESTAN LETTER DHE         |
| 𐬝     | t̰        | t̰        | /t̚/       | U+10B1D: AVESTAN LETTER TTE         |
| 𐬞     | p        | p        | /p/       | U+10B1E: AVESTAN LETTER PE          |
| 𐬟     | f        | f        | /f/       | U+10B1F: AVESTAN LETTER FE          |
| 𐬠     | b        | b        | /b/       | U+10B20: AVESTAN LETTER BE          |
| 𐬡     | β        | w        | /β/       | U+10B21: AVESTAN LETTER BHE         |
| 𐬢     | ŋ        | ŋ        | /ŋ/       | U+10B22: AVESTAN LETTER NGE         |
| 𐬣     | ŋ́        | ŋ́        | /ŋʲ/      | U+10B23: AVESTAN LETTER NGYE        |
| 𐬤     | ŋᵛ       | —        | /ŋʷ/      | U+10B24: AVESTAN LETTER NGVE        |
| 𐬥     | n        | n        | /n/       | U+10B25: AVESTAN LETTER NE          |
| 𐬦     | ń        | —        | /ɲ/       | U+10B26: AVESTAN LETTER NYE         |
| 𐬧     | ṇ        | n, m     | /ŋ/       | U+10B27: AVESTAN LETTER NNE         |
| 𐬨     | m        | m        | /m/       | U+10B28: AVESTAN LETTER ME          |
| 𐬩     | m̨        | —        | /m̥/, /mʰ/ | U+10B29: AVESTAN LETTER HME         |
| 𐬪     | ẏ        | y        | /j/       | U+10B2A: AVESTAN LETTER YYE         |
| 𐬫     | y        | y        | /j/       | U+10B2B: AVESTAN LETTER YE          |
| 𐬌𐬌    | ii       | y        | /ii̯/      | U+10B0C: AVESTAN LETTER I (doubled) |
| 𐬬     | v        | v        | /v/       | U+10B2C: AVESTAN LETTER VE          |
| 𐬎𐬎    | uu       | v        | /uu̯/      | U+10B0E: AVESTAN LETTER U (doubled) |
| 𐬭     | r        | r        | /r/       | U+10B2D: AVESTAN LETTER RE          |
| 𐬯     | s        | s        | /s/       | U+10B2F: AVESTAN LETTER SE          |
| 𐬰     | z        | z        | /z/       | U+10B30: AVESTAN LETTER ZE          |
| 𐬱     | š        | š        | /ʃ/       | U+10B31: AVESTAN LETTER SHE         |
| 𐬲     | ž        | ž        | /ʒ/       | U+10B32: AVESTAN LETTER ZHE         |
| 𐬳     | š́        | š        | /ɕ/       | U+10B33: AVESTAN LETTER SHYE        |
| 𐬴     | ṣ̌        | š        | /ʂ/       | U+10B34: AVESTAN LETTER SSHE        |
| 𐬵     | h        | h        | /h/       | U+10B35: AVESTAN LETTER HE          |
| نویسه | هوف.     | بار.     | IPA       | یونی‌کد                              |
| نویسه | ترانویسی |          | IPA       | یونی‌کد                              |

همچنین پس از آنکه از این سامانهٔ نوشتاری در نوشتن به زبان فارسی میانه به کار رفت (به عنوان مثال در پازند)، همخوانِ 𐬮 به این فهرست برای نشان دادن واج لام /l/، که پیشتر در زبان اوستایی وجود نداشت، اضافه شد.

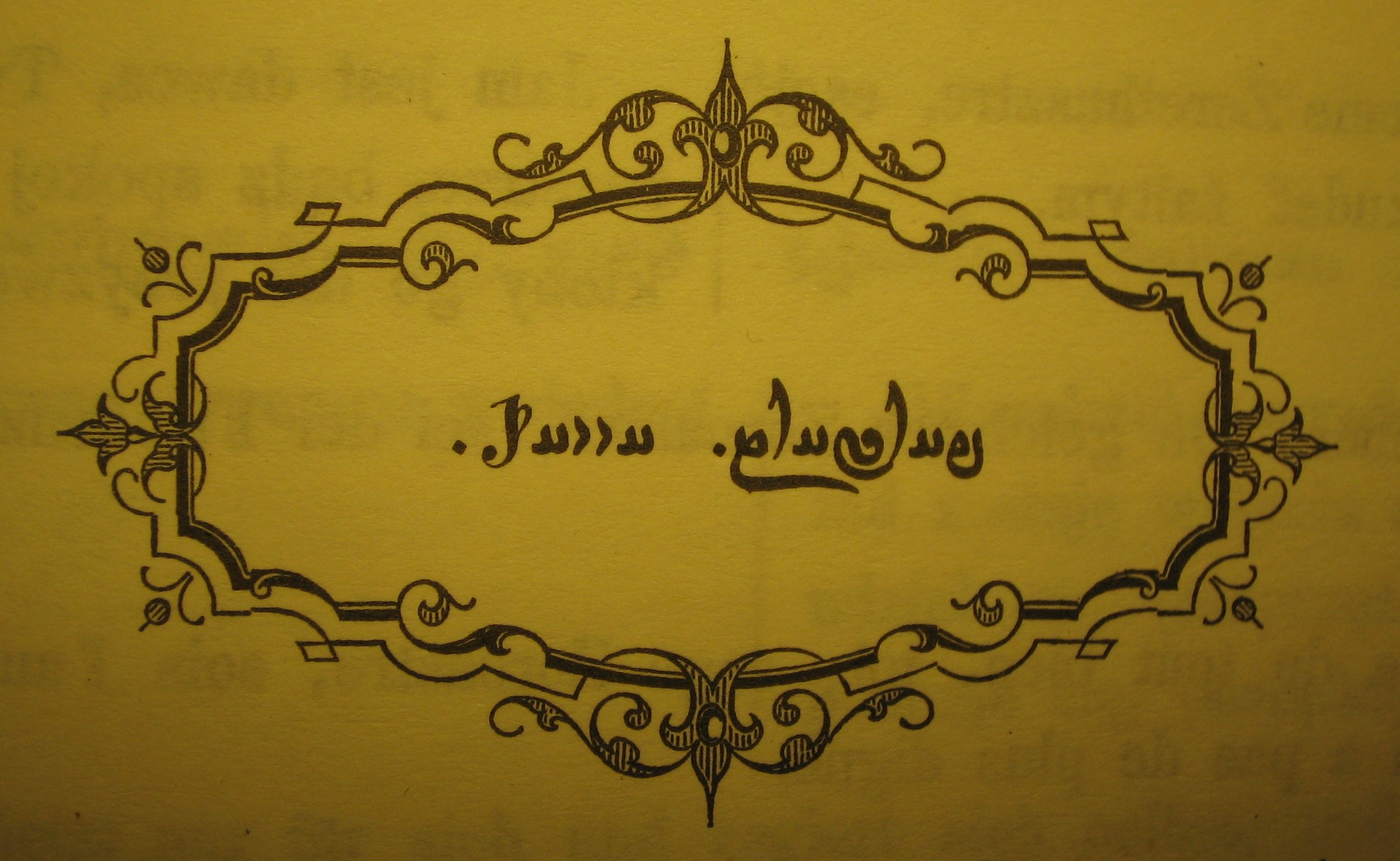
نمونه‌ای از بکار برد حرف «ل» در نوشته بالا: فرگرد اول (pargat auual)

## سرهم‌نویسه‌ها

فهرست نویسه‌های سرهم اوستایی برپایهٔ پژوهش‌های شَروو (۲۰۰۳)

چهار  سرهم‌نویسه رایج در دست‌نوشته‌های اوستایی:
- 𐬱 /ʃ/ + 𐬀 /a/ = 𐬱𐬀 /ʃa/
- 𐬱 /ʃ/ + 𐬗 /ʧ/ = 𐬱𐬗 /ʃʧ/
- 𐬱 /ʃ/ + 𐬙 /t/ = 𐬱𐬙 /ʃt/
- 𐬀 /a/ + 𐬵 /h/ = 𐬀𐬵 /ah/

نیم‌فاصله (U+200C) می‌تواند برای جداسازی نویسه‌های سرهم به کار رود. برای نمونه مقایسه کنید: 𐬱𐬀 (U+10B31 10B00) با 𐬱‌𐬀 (U+10B31 200C 10B00).
فاسی (Fossey) ۱۶ سرهم‌نویسه را فهرست‌بندی کرده ولیکن بیشترشان در پی اندرکنش پایانه‌ها و دبیره‌های صدادار دیسانده می‌شود.

## اعداد
اعداد و شماره‌ها را می‌توانید از جدول الفبای اوستایی کارل فولمن در بخش «الفبا» ببینید.

## نشانه‌گذاری
واژه‌ها و بخش نخستین ترکیبها به وسیلهٔ نقطه جدا می‌شوند. گذشته از این‌ها، نشانه‌گذاری در دست نوشته‌ها ضعیف بوده یا اصلاً وجود ندارد، و از این رو کارل فریدریش گلدنر در دهه ۱۸۸۰ یک روش نشانه‌گذاری استاندارد را برای نوشتن درست کرد. در این شیوه، که او بر اساس یافته‌های خود آن را توسعه داد، سه نقطه به شکل یک مثلث، که با توجه به اندازهٔ نقطه‌ها و نحوهٔ چینش آن‌ها (یک نقطه بالا دو نقطه پایین، یا دو نقطه بالا یک نقطه پایین) نقشش تعیین می‌شود و نقش دو نقطه، نقطه‌ویرگول، نقطهٔ پایان جمله، و پایان بخش (section) ایجاد می‌کند. دو نقطه بالا و یک نقطه پایین، با افزایش اندازهْ نقطه، نشان دهندهٔ دو نقطه، نقطه‌ویرگول، نقطهٔ پایان جمله و پایان بخش می‌باشد. یک نقطه در بالا و دو نقطه در پایین به معنای پایان جمله و پایان بخش نوشته می‌شود.
| نشانه | کارکرد                                                                              | یونی‌کد                                             |
| ----- | ----------------------------------------------------------------------------------- | -------------------------------------------------- |
| ⸱     | واژه‌جداساز                                                                          | U+2E31: WORD SEPARATOR MIDDLE DOT                  |
| ·     | واژه‌جداساز                                                                          | U+00B7: MIDDLE DOT                                 |
| .     | واژه‌جداساز                                                                          | U+002E: FULL STOP                                  |
| 𐬹     | کوته‌نوشت یا تکرار                                                                   | U+10B39: AVESTAN ABBREVIATION MARK                 |
| 𐬺     | دونقطه                                                                              | U+10B3A: TINY TWO DOTS OVER ONE DOT PUNCTUATION    |
| 𐬻     | نقطه‌ویرگول                                                                          | U+10B3B: SMALL TWO DOTS OVER ONE DOT PUNCTUATION   |
| 𐬼     | پایان جمله                                                                          | U+10B3C: LARGE TWO DOTS OVER ONE DOT PUNCTUATION   |
| 𐬽     | نشانهٔ جایگزین برای پایان جمله (دیده‌شده در متون اوستایی اما توسط گلدنر استفاده نشده) | U+10B3D: LARGE ONE DOT OVER TWO DOTS PUNCTUATION   |
| 𐬾     | پایان بخش                                                                           | U+10B3E: LARGE TWO RINGS OVER ONE RING PUNCTUATION |
| 𐬿     | نشانهٔ جایگزین برای پایان بخش (دیده‌شده در متون اوستایی اما توسط گلدنر استفاده نشده)  | U+10B3F: LARGE ONE RING OVER TWO RINGS PUNCTUATION |

## یونیکد
نوشتار اصلی: اوستایی (بلوک یونیکد)
الفبای اوستایی به یونیکد استاندارد در اکتبر ۲۰۰۹ با انتشار نسخه ۵٫۲ رونمایی شد.
| اوستایی[1][2]جدول رسمی یونیکد کنسرسیوم (PDF) جدول کدنویسی شدهٔ کنسرسیوم اداری یونیکد (PDF) |   |   |   |   |   |   |   |   |   |   |   |   |   |   |   |   |
|                                                                                           | ۰ | ۱ | ۲ | ۳ | ۴ | ۵ | ۶ | ۷ | ۸ | ۹ | A | B | C | D | E | F |
| U+10B0x                                                                                   | 𐬀 | 𐬁 | 𐬂 | 𐬃 | 𐬄 | 𐬅 | 𐬆 | 𐬇 | 𐬈 | 𐬉 | 𐬊 | 𐬋 | 𐬌 | 𐬍 | 𐬎 | 𐬏 |
| U+10B1x                                                                                   | 𐬐 | 𐬑 | 𐬒 | 𐬓 | 𐬔 | 𐬕 | 𐬖 | 𐬗 | 𐬘 | 𐬙 | 𐬚 | 𐬛 | 𐬜 | 𐬝 | 𐬞 | 𐬟 |
| U+10B2x                                                                                   | 𐬠 | 𐬡 | 𐬢 | 𐬣 | 𐬤 | 𐬥 | 𐬦 | 𐬧 | 𐬨 | 𐬩 | 𐬪 | 𐬫 | 𐬬 | 𐬭 | 𐬮 | 𐬯 |
| U+10B3x                                                                                   | 𐬰 | 𐬱 | 𐬲 | 𐬳 | 𐬴 | 𐬵 |   |   |   | 𐬹 | 𐬺 | 𐬻 | 𐬼 | 𐬽 | 𐬾 | 𐬿 |
| تذکرها: ۱.^ همچنین در نسخه ۹٫۰ 2.^ Grey areas indicate non-assigned code points           |   |   |   |   |   |   |   |   |   |   |   |   |   |   |   |   |